# 本誓寺 (新見市)
本誓寺（ほんせいじ）は、岡山県新見市大佐田治部にある臨済宗永源寺派の寺院。山号は虎勢山。

## 歴史
応永年間（1394年 - 1428年）に真言宗寺院として山深い田治部笹ヶ峠近くの山頂に時の豪族、東郷左金吾・仁応道安大居士の開基とされ、開山重雲大和尚により、創建された。その後200年の時代経過と時流により、寺は度重なり山賊に荒らされ、荒廃が進み、現在地に移転する。
移転後、第一世として堤山良山禅師が当時、臨済宗小本山として多数の修行僧を置いて勢力があった、現在の新見市上熊谷真福寺から入山して真言宗から臨済宗に改宗する。続いて、第二世令堂祖律禅師（1734年3月18日示寂）が本堂改築の大発願を行い。第三世石峰祖泉禅師によって大屋根茅葺本堂が再建された。同時期に本誓寺から3km地点の大佐田治部目木の真言宗の利済寺を統合して勢力の拡大を図る。統合後の再建本堂内に延宝8年（1680年）（前住恵珍作とされる）華厳教主の光明遍照（あまねく照らす太陽の意）の釈迦如来坐像と脇侍に薬師如来、弥勒菩薩が安置され檀信徒に崇拝されている。
寺の古文書では延享3年（1746年）小本山真福寺に報告された末寺報告書によると本誓寺は新見藩関播摩守領分とされ寺敷地（4畝歩）田畑2町1反1畝、山林竹藪2反10畝、年貢地高22石2斗1升9合とされている。
寺表参道には十三仏信仰による石仏13体（平均高さ2m）・石仏愚痴聞き地蔵1体・説法中の石仏釈迦牟尼世尊像（高さ3m）1体・境内に石仏長寿観音像（高さ6m）1体・石仏水子地蔵尊1体・他小石仏60体が安置されている。

## 関連資料
- 『神社仏閣を巡る まいられぇ岡山』山陽新聞社（2017年版、44頁）